# ロシアのウクライナ侵攻への北朝鮮の関与
朝鮮民主主義人民共和国（北朝鮮）は2022年にドネツク人民共和国およびルガンスク人民共和国を自称する勢力を承認して以来、ロシアを支援する形でウクライナ紛争に関与している。2024年秋、北朝鮮兵がロシアへ派遣され、ロシア軍の制服を着用してロシアの為にウクライナと戦っていると報じられている。

## ロシアへの外交的支持

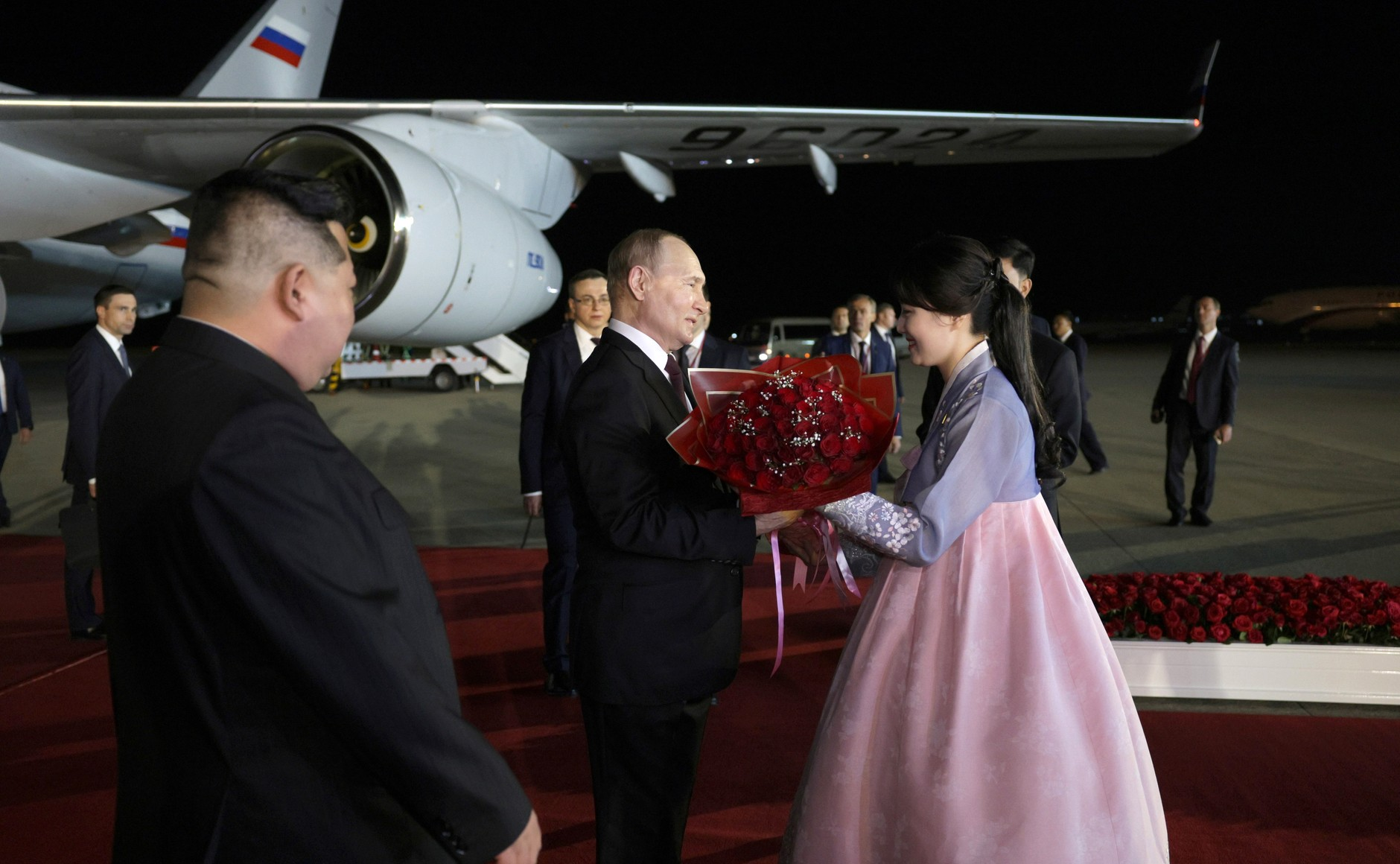
北朝鮮の指導者金正恩総書記（左）とロシアのウラジーミル・プーチン大統領（中央）の会談（2024年6月）

北朝鮮はウクライナ紛争で度々ロシア側に立っている。北朝鮮は早ければ2017年にはクリミアがロシアの領土だと承認しており、モスクワ政府の姿勢を国際的に支持している。
紛争の激化と2022年ロシアのウクライナ侵攻開始後も北朝鮮はロシアを支持し続けた。2022年7月、北朝鮮はロシアの支援するドネツクおよびルガンスク人民共和国の自称する独立を承認した。この決定によって北朝鮮とウクライナの関係は急速に悪化した。
ウクライナは北朝鮮の分離主義地域承認は国際法に対する重大な違反であり、国家の領土的一体を踏みにじっていると非難した。ウクライナ外務省は公式声明の中で、北朝鮮の決定には法的な妥当性がないと述べた。
ウクライナと北朝鮮間の関係は一連の出来事の前でさえ存在しないも同然であった。国際的な北朝鮮に対する制裁により、どのような形であれ協力関係は形成されえなかった。それゆえ、2022年の国交断絶はどちらかといえば象徴的な出来事だった。

## ロシアへの兵器供与

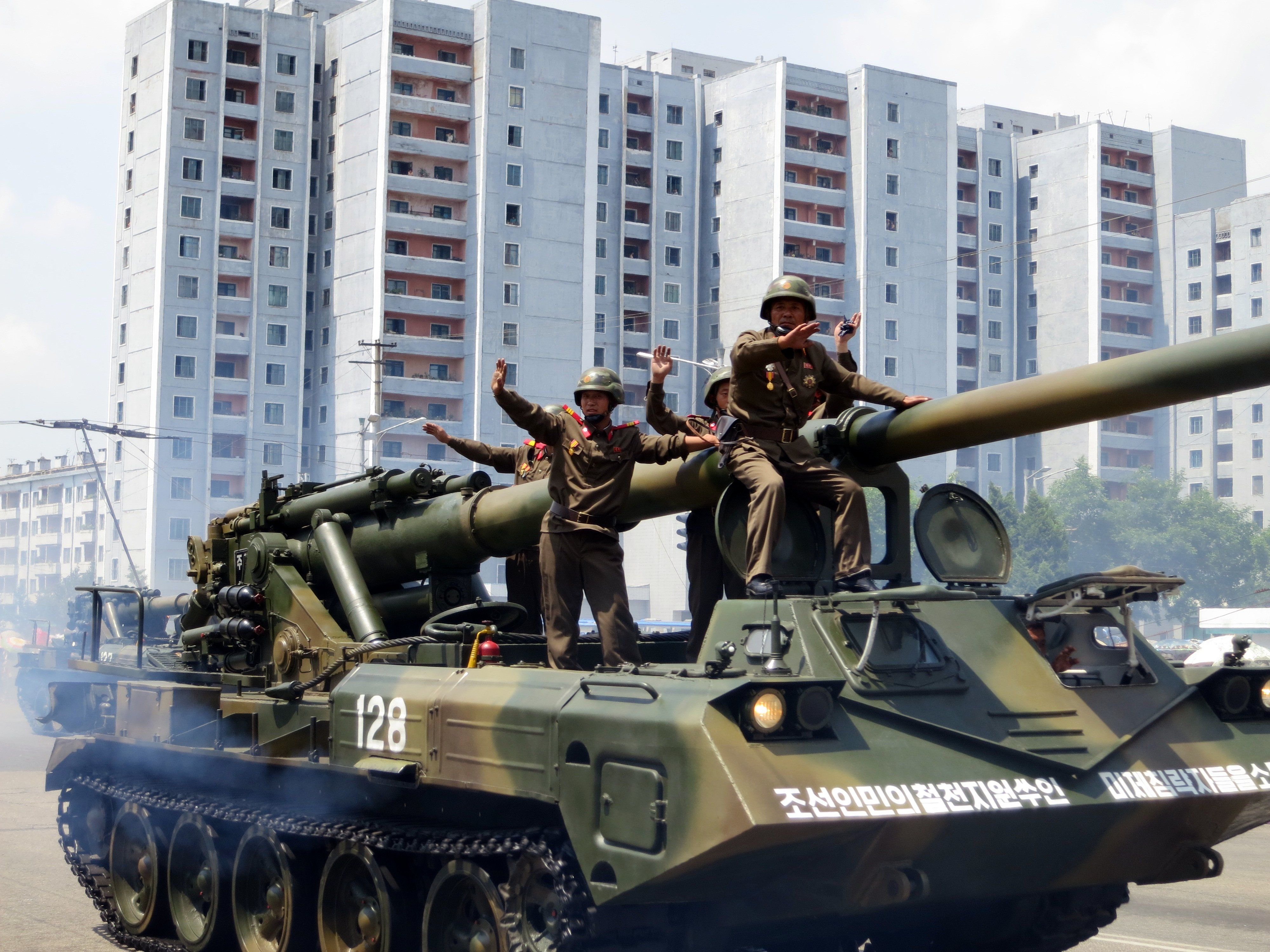
北朝鮮のM-1989コクサン自走砲はウクライナ戦争中、ロシアの砲兵強化の為に供与されたとされる長距離兵器。

ウクライナ戦争中、北朝鮮はロシアへ大砲弾薬、特に当初は古い備蓄品を供与してきた。供与された弾薬は最大で50%と故障率が高かったというウクライナ側の記録は、納入品の古さによって説明できる。同時に、軍需産業を最大限に稼働させた北朝鮮は年間200万発の砲弾を生産することができたと推定され、ロシアの戦闘遂行に大きく貢献した。
2024年11月中旬、50両近い北朝鮮製M-1989コクサン自走砲と20機近いM-1991短距離ミサイルシステムがウクライナと戦うロシア軍強化のためロシアへと送られた。
『コリア・ヘラルド』紙の取材に対し、かつて駐露大韓民国大使を務めた魏聖洛はウクライナ戦争への関与が北朝鮮にとって有益なものだと指摘している。魏によれば、モスクワ政府が協力への対価として行う支援は北朝鮮国内の財政・食料危機といった経済問題緩和に役立つとしている。韓国の情報機関によれば、コンテナ数個分の砲弾を売ることで、北朝鮮は数十万トンの米を購入できる可能性があるとし、またロシアが北朝鮮の宇宙技術開発を支援している可能性もあるとしている。

## 北朝鮮兵のロシア派遣
2024年10月、朝鮮人民軍の兵士がロシア東部で訓練に参加していると複数筋が報じた。これらの報告は約1,500人の兵士が（おそらくはウクライナへの派遣を目的として）軍事訓練に送られたとする大韓民国国家情報院からの情報に基づいている。兵士はロシア船によってウラジオストクに輸送され、当地で出自を隠すためロシア軍の制服と偽の身分証を受け取っていた。北朝鮮はウクライナ紛争でロシアを支援するため、特殊部隊や将校500人、将軍3人を含む12,000人近い部隊の派遣を決定したと言われている。この中には朝鮮人民軍特殊作戦軍も含まれる。北朝鮮兵はウスリースク、ウラン・ウデ、クニャゼ＝ヴォルコンスコエなどにあるロシア軍施設で訓練を受けている。

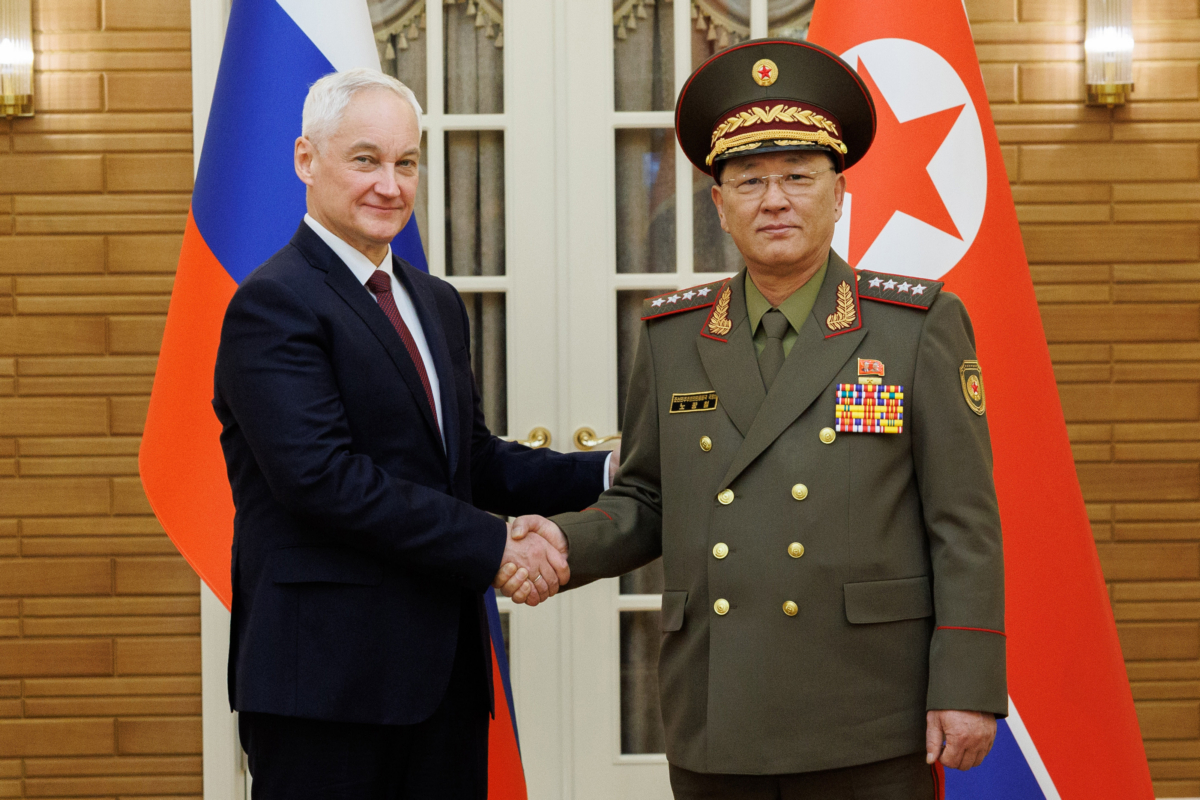
ロシアのアンドレイ・ベロウソフ国防大臣と北朝鮮の努光鉄国防省（2024年11月29日）

2024年10月、NATOは北朝鮮兵がロシアに派遣された証拠を持っていると主張した。ウクライナ国防省情報総局は最初の北朝鮮兵が同月25日、ロシア・クルスク州に到着したと主張している。北朝鮮兵はそれ以前にロシア東部の複数個所で訓練を受けているところを目撃されていた。数週間にわたる訓練と準備はロシアのユヌス＝ベク・エフクロフ国防副大臣が指揮していると報じられた。ロシアは兵士に弾薬、防寒服、衛生用品を支給している。北朝鮮大使館の職員も訓練場に同行したとされる。これらの職員は通訳として働き、訓練中の兵士を監督したようである。兵士たちは精鋭部隊所属だと報じられた。ウラジオストクからIl-76輸送機でロシア西部の軍飛行場へ運ばれ、そこからさらに前線へと送られたとされる。
北朝鮮兵たちはウクライナ国境から約50キロメートル離れた兵舎に宿営していた。それにもかかわらず、ウクライナ戦争への派兵を準備する北朝鮮軍の質は批判的に見られてきた。エストニア国防省情報局のアンツ・キヴィセルク指揮官は北朝鮮兵がふつう山岳地帯での戦闘訓練を受けており、ウクライナでの活動経験はないとしている。彼は兵士たちが戦地の気候条件や地理に明るくないことを指摘している。戦争研究所のカテリナ・ステパネンコ（Kateryna Stepanenko）研究員は「精鋭」という語は北朝鮮部隊には当てはまらないかもしれないと指摘している。これらの問題点にもかかわらず、北朝鮮兵を過小評価するべきでないと警告する声も存在した。
ウクライナは国連安全保障理事会に対し、ロシアが少なくとも5個旅団（それぞれ2,000人から3,000人の兵士が属する）を自国軍に編入する意向であると報告した。米国防総省の報告によると、2024年10月末までに約1万人の北朝鮮兵士がクルスク州の係争地帯に到着したとされる。北朝鮮の部隊の中には、北朝鮮の特殊部隊司令官で金正恩総書記の側近である金英福将軍も含まれているとされる。
2024年11月1日にモスクワで行われたロシアのセルゲイ・ラヴロフ外務大臣との会談で、北朝鮮の崔善姫外務大臣は、ウクライナに対する最終勝利の日までロシアへの軍事支援を継続すると公表した。この場でラヴロフ外務大臣は、両国の軍事・安全保障機関の密接な協力関係を強調した。崔善姫によれば、北朝鮮の金正恩総書記は紛争の最初期から「聖戦」におけるロシア軍と市民への無条件の支持を命じていたとされる。ウクライナ戦争でロシアを支援するための北朝鮮派兵を受け、崔善姫はその後11月4日にモスクワでロシアのウラジーミル・プーチン大統領とも会談している。11月6日、ロシア連邦院は北朝鮮との防衛協定を批准した。協定では、攻撃を受けた場合に両国が相互に軍事支援を提供すると定めている。
韓国情報院はロシアに派遣された北朝鮮兵には月2,000ドル近い給与が支払われていると主張している。朝鮮人民軍で尉官を務めていた安燦一は、ロシアに派遣された北朝鮮兵たちがウクライナ戦争への参加を社会的昇進および家族の金銭状況改善の機会と捉えていると主張している。彼はさらに北朝鮮政府が、同国社会での立身出世には不可欠となる朝鮮労働党への入党などといった報酬を約束していると強調している。

### クルスク攻勢

クルスク州で北朝鮮兵が配置された地域。

2024年11月5日の『ニューヨーク・タイムズ』紙による報道によれば、クルスク州でウクライナ軍と北朝鮮軍の部隊が初めて交戦したとされる。ウクライナのウォロディミル・ゼレンスキー大統領はこの事態を重大なものとし、世界情勢の不安定さが新たな局面に達したと述べた。しかし戦闘は限定的であり、裏付けとなる証拠も同様であったと言われている。
韓国放送公社のインタビューで、ウクライナのルステム・ウメロウ国防大臣は、北朝鮮の戦闘員と初めて小規模な戦闘が生じたと主張した。その一方で北朝鮮兵はロシア軍の軍服を着用し、ブリヤート人に変装していたためその識別は困難だったと語った。さらに、北朝鮮兵はロシア軍と完全に一体化しており、ロシア軍の指揮下にあったため、正体を見破るのがより困難であったとした。
2025年1月11日、ウクライナはクルスク州で北朝鮮初の捕虜となる2名の負傷した北朝鮮兵を捕らえたと公表した。大韓民国国家情報院は2名の捕虜が北朝鮮出身だと確認した。情報院によれば、2025年1月までに北朝鮮兵のうち300人が戦死し、2,700人が負傷したとされる。1月中旬までに推定数は増加し、西側の匿名の高官はBBCに対し推定1,000人が戦死し、死傷者は合計4,000人に上ると語った。

## 国際的な反応

### ウクライナ
ウクライナのウォロディミル・ゼレンスキー大統領は北朝鮮がウクライナへの派兵。ロシアとの共闘を企てていると語った。西側同盟国による決定的措置の欠如が、ロシアのウラジーミル・プーチン大統領による戦争での「テロ」行動に繋がっていると批判した。ゼレンスキーは過去にも北朝鮮が対ウクライナ戦争でロシアを支援してきたと述べた。彼は、北朝鮮がロシアに300万発の砲弾とミサイルを供給したというアメリカの諜報機関の報告に言及した。ゼレンスキーはさらに、ロシアのプーチン大統領は、国内の政治的支持が危うくなる恐れから、ロシア国内での大規模な動員を避けていると述べた。ゼレンスキーは、プーチンが北朝鮮を戦略的選択肢のひとつと考えているとした。一方で北朝鮮の首脳部はこれを自国の兵士に対し現代的な戦闘経験を積ませる機会と捉えているとした。彼はまたロシアは北朝鮮の労働力を利用することで、建設業だけでなく軍需工場においても労働力不足の穴埋めをもくろんでいると語った。ウクライナのセルギー・キスリツァ国連大使は安保理に対し、ロシアの対ウクライナ戦争における北朝鮮の関与はヨーロッパおよび朝鮮半島を重大な危機に曝すと警告した。

### ロシア
ロシアは北朝鮮派兵の訴えを「フェイクニュース」として退けている。後に、プーチンは2024年10月24日にカザンで開催されたBRICS首脳会談後の記者会見において、北朝鮮兵がロシア領内にいる証拠とされた衛星画像について言及し、「映像は重大なものだ。映像があるなら、何かを反映している」と語った。彼はまたウクライナ情勢の激化はロシアではなく、アメリカによる2014年の「クーデタ」（ユーロマイダン）が原因だと述べた。

### アメリカ合衆国
北朝鮮兵の派遣は何人かの国際的関係者から一帯および世界の安全保障に対する重大な脅威と見なされた。米国のロイド・オースティン国防長官は、派遣によって生じうる結果に対し懸念を表明した。米国は北朝鮮によるロシアへの軍事支援疑惑に対し、断固とした措置を取ると公表した。アントニー・ブリンケン国務長官はブリュッセルで行われたNATO事務総長との共同会見にて、北朝鮮による自国部隊の戦闘参加に対し「厳しい対応」を取りうると語った 。

### NATO
NATOのマルク・ルッテ事務総長は北朝鮮とロシアの軍事協力拡大によって増加しうる地政学的リスクについて警告し、戦局をさらに不安定にしかねないと指摘した。2024年10月28日、彼はクルスク州における北朝鮮部隊配備によるウクライナ紛争の「深刻な激化」について語った。彼はロシアと北朝鮮の協力によってインド太平洋およびヨーロッパ大西洋両方の安全保障が危機に曝されており、戦局をさらに激化させうると語った。

### 国際連合
国連のアントニオ・グテーレス事務総長は戦争が国際化する可能性について警告した。

### ドイツ
2024年11月4日のキーウ訪問中、ドイツのアンナレーナ・ベアボック外務相は北朝鮮によるロシアへの軍事支援によって情勢が著しく悪化しており、その一方でプーチン大統領が市民の士気を下げるために消耗戦を続けていると強調した。

### 韓国
2024年11月7日、韓国の尹錫悦大統領は韓国がウクライナに対し武器を供給しうると示唆した。しかしながら、韓国世論はウクライナに対する直接の武器支援に反対した。